# Franz von Schwartz

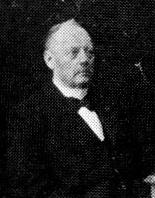
Franz von Schwartz (1839–1907)

Franz von Schwartz (* 18. Januar 1839 in Münster; † 28. März 1907 in Konstanz) war ein deutscher Verwaltungsjurist in Preußen.

## Leben
Seine Eltern waren der preußische Generalleutnant Julius August von Schwartz (* 4. April 1811; † 23. November 1883) und dessen Ehefrau Jenny Marie Anna Sophie Margarethe Straeter (* 31. Januar 1814; † 28. Mai 1872). Sein Vater hatte sich bei der Belagerung von Metz besondere Verdienste erworben und war dafür 1871 geadelt worden.
Franz von Schwartz studierte an der Friedrich-Wilhelms-Universität zu Berlin und der Ruprecht-Karls-Universität Heidelberg Rechtswissenschaft. Nach dem Examen war er ab 1861 Auskultator bei der Regierung in Magdeburg. Regierungsassessor war er ebenfalls in Magdeburg (1866), bei der Regierung in Königsberg (1867), der Regierung in Gumbinnen (1868). Von 1869 bis 1872 war er in den Hohenzollernschen Landen. Zunächst noch als Assessor und ab 1876 als Regierungsrat war er bei der Regierung in Merseburg. Seit 1877 bei der Regierung in Magdeburg, wurde 1889 als Oberregierungsrat zur Regierung in Wiesbaden versetzt. Ab 1891 war er Verwaltungsgerichtsdirektor und stellvertretender Regierungspräsident im Regierungsbezirk Stettin. Am 20. April 1894 kehrte er als Regierungspräsident in die (katholischen) Hohenzollernschen Lande zurück. Auf eigenen Antrag wurde er Ende Februar 1898 mit 59 Jahren pensioniert. Er verlebte den Ruhestand in Konstanz und starb im Alter von 68 Jahren im dortigen Vincentiuskrankenhaus.

### Familie
Er heiratete am 3. Oktober 1869 Christine Schwarz (* 21. Juli 1848) aus Isselburg. Das Paar hatte mehrere Kinder:
- August Oskar Franz Maria (* 6. Juli 1871)
- Oskar Ludwig Theodor (* 28. Januar 1873; † 8. Januar 1910), Oberstleutnant a. D. ⚭ Ilse Wilhelmine Ernestine Luise Schotten (* 19. September 1884)